# Dolina Rówienki

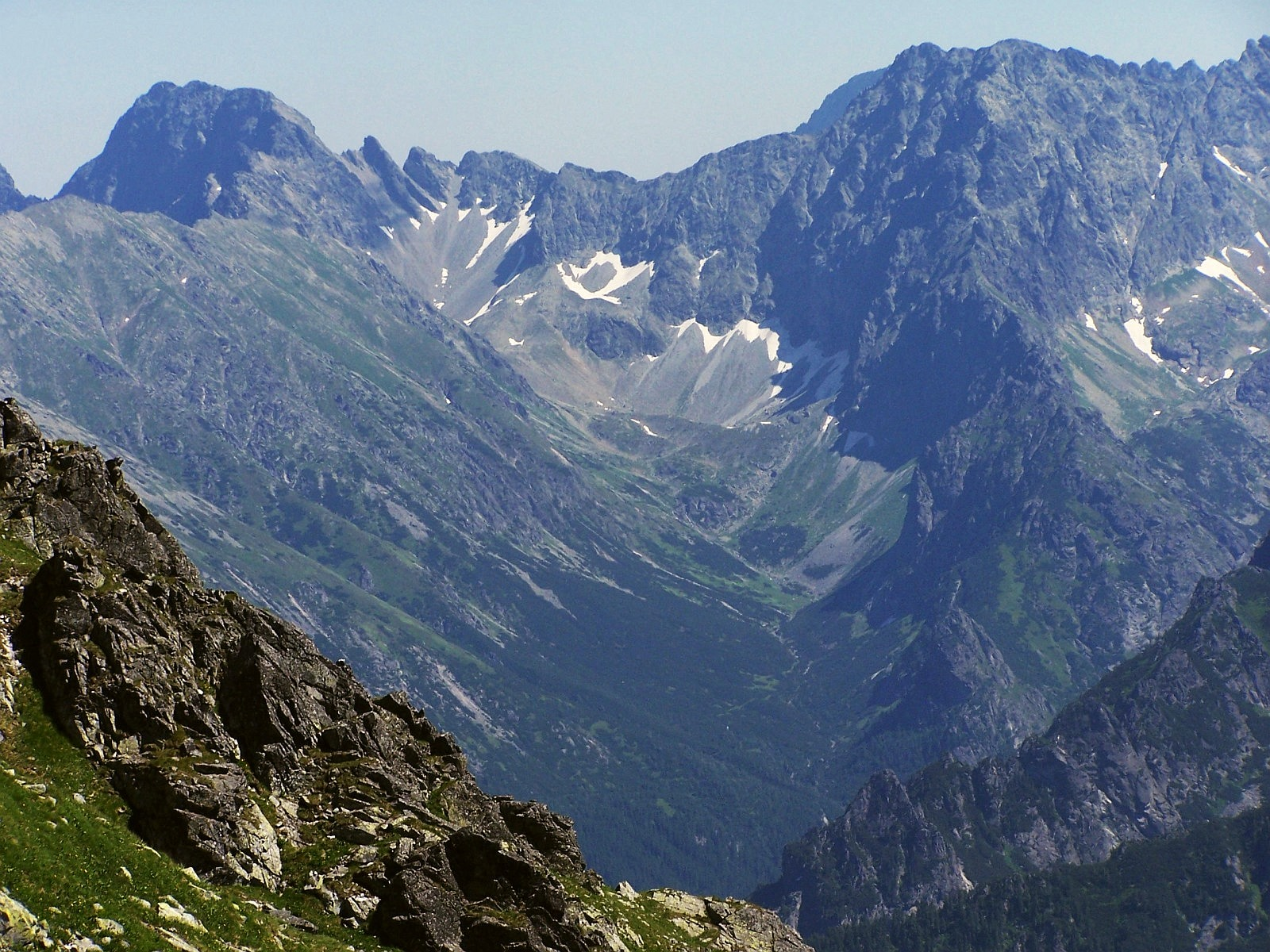
Dolina Rówienki, widok z przełęczy Krzyżne. U góry po lewej Mały Jaworowy Szczyt, po prawej Świstowy Szczyt, pod nim Świstowe Turnie

Dolina Rówienki lub Dolina Rówienek, Rówienki (słow. Rovienky, dolina Rovienok, niem. Rovinkital, węg. Rovinki-völgy) – dolina położona w Tatrach Wysokich, na terenie Słowacji. Jedno z większych (o powierzchni ok. 4 km²) odgałęzień Doliny Białej Wody (Bielovodská dolina), od której odchodzi w kierunku wschodnim poniżej Polany pod Wysoką (Poľana pod Vysokou).
Dolina Rówienki graniczy:
- od południowego zachodu z Doliną Świstową (Svišťová dolina), rozdziela je odchodząca od Świstowego Szczytu (Svišťový štít) Świstowa Grań ze Świstowymi Turniami (Svišťové vežé),
- od południa z Doliną Staroleśną (Veľká Studená dolina), rozdziela je odcinek głównej grani Tatr od Świstowego Szczytu do Małego Jaworowego Szczytu (Malý Javorový štít),
- od północnego wschodu z Doliną Jaworową, rozdziela je grzbiet Jaworowych Turni (Javorové vežé).

W górnej części doliny znajdują się trzy niewielkie Rówienkowe Stawki (Rovienkové plieska), z których wypływa Rówienkowy Potok (Rovienkový potok), dopływ Białej Wody. Wody Rówienkowego Potoku, spadając ze skalnych progów, tworzą Wyżnią Rówienkową Siklawkę (Rovienkový vodopád) i Niżnią Rówienkową Siklawkę (Nižný Rovienkový vodopád). Do doliny nie prowadzi żaden ze znakowanych szlaków turystycznych, jako ścisły rezerwat przyrody jest to miejsce niedostępne dla turystów. Jest widoczna m.in. z polskiej przełęczy Krzyżne i południowego podejścia na nią.
Poszukiwacze skarbów bywali w dolinie już XVII wieku. Później były tu wypasane owce, a pod koniec XIX wieku teren miał zastosowanie myśliwskie. Autorami pierwszego turystycznego przejścia przez dolinę Rówienki byli Kazimierz Łapczyński i przewodnik Wojciech Wala w 1861 r. Zimą w dolinie od dwudziestolecia międzywojennego pojawiali się narciarze.